# Тутлинген
Тутлинген (њем. Tuttlingen) град је у њемачкој савезној држави Баден-Виртемберг. Једно је од 34 општинска средишта округа Тутлинген. Налази се на Дунаву тридесетак км северно од Боденског језера на прелазу Швапске Јуре и Шварцвалда.
Тутлинген је познат по приближно 600 фирми које се баве производњом медицинске технике, што га чини једном од главних светских центара те врсте производа. Посједује регионалну шифру (AGS) 8327050.

## Географски и демографски подаци
Град се налази на надморској висини од 645 метара. Површина општине износи 90,5 km². У самом граду је, према процјени из 2010. године, живјело 34.696 становника. Просјечна густина становништва износи 383 становника/km².

## Међународна сарадња
| Мјесто | Држава     | Врста сарадње | Од    |
| ------ | ---------- | ------------- | ----- |
|        | Пољска     | контакт       | 2000. |
| Сентеш | Мађарска   | контакт       | 2000. |
|        | Француска  | партнерство   | 1989. |
|        | Швајцарска | партнерство   | 1979. |
| Извор  |            |               |       |